# 田村俶
田村 俶（たむら はじめ、1932年2月25日 - 2023年5月15日）は、日本のフランス文学者、翻訳家。
ミシェル・フーコーなどの翻訳で知られる。

## 来歴・人物
島根県益田市に生まれる。
京都大学文学部仏文科を卒業した。奈良女子大学助教授を経て、教授に就任し、1993年からは学長を務めた（1997年まで）。退官後、名誉教授となる。

## 著書
- 『フーコーの世界』（世界書院、ぷろぱあ叢書） 1989.5

### 共編
- 『絵画と文学』（大槻鉄男, 津山昌共編、関書院） 1956

## 翻訳
- 『十八世紀フランス文学』（V.-L.ソーニエ、山田稔, 中川久定共訳、白水社、文庫クセジュ） 1956
- 『ふくろう党』（バルザック、桑原武夫, 山田稔共訳、東京創元社、バルザック全集1） 1961
- 「ウジェニー・グランデ」（バルザック、中央公論社、『世界の文学』） 1965
- 『甦るマルクス』（ルイ・アルチュセール、河野健二共訳、人文書院、人文選書） 1968
- 『マルクス主義と構造主義』（リュシアン・セバーク、人文書院、人文選書） 1971
- 『狂気の歴史 古典主義時代における』（ミシェル・フーコー、新潮社） 1975
- 『ことばの森の狩人』(エルザ・トリオレ、新潮社、創造の小径） 1976
- 『監獄の誕生 監視と処罰』（ミシェル・フーコー、新潮社） 1977.9
- 『現代ヨーロッパの崩壊』（アンドレ・グリュックスマン、新潮社） 1981.5
- 『性の歴史 2 快楽の活用』（ミシェル・フーコー、新潮社） 1986.10
- 『ミシェル・フーコー 権力と自由』（ジョン・ライクマン、岩波書店） 1987.1
- 『性の歴史 3 自己への配慮』（ミシェル・フーコー、新潮社） 1987.4
- 『自己のテクノロジー フーコー・セミナーの記録』（ミシェル・フーコーほか、雲和子共訳、岩波書店、Selection21） 1990.1、のち岩波現代文庫
- 『ミシェル・フーコー伝』（ディディエ・エリボン、新潮社） 1991.11
- 『ミシェル・フーコー / 情熱と受苦』（ジェイムズ・ミラー、西山けい子, 雲和子, 浅井千晶共訳、筑摩書房） 1998.12

## 論文
- <田村俶